# Wioślarstwo na Olimpiadzie Letniej 1906
Wioślarstwo na Olimpiadzie Letniej 1906 odbyło się w dniach 24 – 27 kwietnia. W tabeli medalowej zawodów wioślarskich zwyciężyli zawodnicy Włoscy, którzy z sześciu konkurencji wygrali cztery. Zawody odbyły się w Paleo Faliro. Wystartowało 167 zawodników z 6 państw.

## Rezultaty
| Konkurencja                                        | | | |
| -------------------------------------------------- | --- | --- | --- |
| Jedynka podwójna                                   | Gaston Delaplane | Joseph Larran | − |
| Dwójka pojedyncza ze sternikiem (1000 m)           | Włochy · Enrico Bruna · Giorgio Cesana · Emilio Fontanella | Włochy · Emilio Cesarana · Francesco Civera · Luigi Diana | Francja · Gaston Delaplane · Charles Delaporte · Marcel Frébourg |
| Dwójka pojedyncza ze sternikiem (1 mila)           | Włochy · Enrico Bruna · Giorgio Cesana · Emilio Fontanella | Drużyna mieszana Max Orban Rémy Orban Theofiliakos Psiliakos | Francja · Adolphe Bernard · Joseph Halcet · Jean-Baptiste Mathieu |
| Czwórka pojedyncza ze sternikiem (2000 m)          | Włochy · Enrico Bruna · Giorgio Cesana · Emilio Fontanella · Giuseppe Poli · Riccardo Zardinoni | Francja · Gaston Delaplane · Charles Delaporte · Léon Delignières · Paul Echard · Marcel Frébourg | Francja · Adolphe Bernard · Joseph Halcet · Jean-Baptist Laporte · Jean-Baptist Mathieu · Pierre Sourbé |
| Łodzie morskie − 6-osobowe ze sternikiem (2000 m)  | Włochy · Varese · P. Toio, Angelo Formaciari, G. Tarantino, Giuseppe Russo, R. Taormina, E. Bellotti, Giovanni Tanio (sternik) | Grecja · Spetsai · Demetrios Ntais, Pawlos Kipreos, Dimitrios Balurdos, Nikolaos Dekabalas, Nikolaos Karsuwas, Spiros Wesalas, Konstandinos Misonginis (sternik) | Grecja · Hydra · Dionisios Christeas, Dimitrios Grus, Jeorjos Marulis, Nikolaos Fotinakis, P. Lomwardos, Dimitrios Suranis, Petros Meksis (sternik) |
| Łodzie morskie − 16-osobowe ze sternikiem (3000 m) | Grecja · Poros · Joanis Jeorjas, Christos Tsirigotakis, Joanis Agrimis, Konstandinos Kiefalas, Dimitrios Kakusis, Joanis Piluris, Pawlos Karangonidis, Dimitrios Piaditis, Dimitrios Kakusis, Joanis Lafiotis, Isidoros Michas, Michail Muratis, Michail Sokos, Angelos Driwas, Argos Mylonas, Joanis Kiesarefs, Joanis Lukas, Petros Weliotis (sternik) | Grecja · Hydra · Petros Pterneas, Joanis Dolas, Joanis Gripeos, Joanis Tsirakis, Ewangelos Chaldeos, Konstantinos Niotis, Konstandinos Papajanulis, Nikolaos Sterju, S. Lemonis, Joanis Papapanajiotu, Ewangelos Kanakaris, Jeorjos Nikolutsos, Ksenofon Stellas, Stamatios Diomataras, Michail Katsulis, Joanis Fasilis, Joanis Milakas (sternik) | Włochy · Varese · Antonio Mautrere, Angelo Sartini, F. Pieraccini, Angelo Bouoni, Augusto Graffigna, P. Oddone, Alberto Ruggia, S. Messina, Ezio Germignani, G. Cingottu, Sebastiano Randazzo, G. Pizzo, Alphonso Nordio, L. Frediani, G. Zaninno, F. Mennella, E. Rossi (sternik) |

## Tabela medalowa
| Poz. | Państwo          |   |   |   | Łącznie |
| ---- | ---------------- | - | - | - | ------- |
| 1    | Włochy           | 4 | 1 | 1 | 6       |
| 2    | Francja          | 1 | 2 | 3 | 6       |
| 3    | Grecja           | 1 | 2 | 1 | 4       |
| 4    | Drużyna mieszana | 0 | 1 | 0 | 1       |